# Liste des gares des Landes

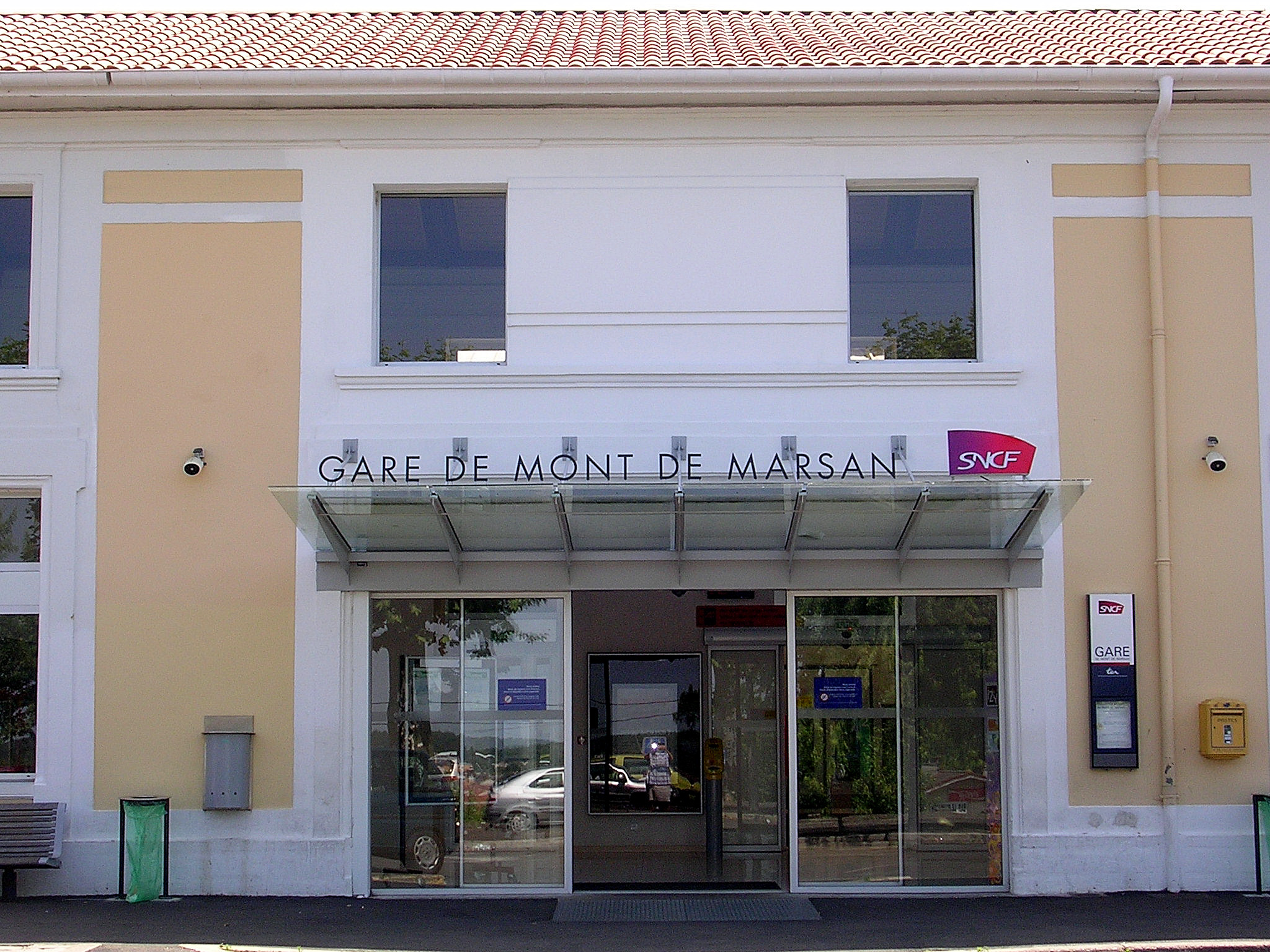
La gare de Mont-de-Marsan.

La liste des gares des Landes, est une liste des gares ferroviaires, haltes ou arrêts, situées dans le département des Landes, en région Nouvelle-Aquitaine.
Liste actuellement non exhaustive, les gares fermées sont en italique.

## Gares ferroviaires des lignes du réseau national

### Gares ouvertes au trafic voyageurs
- Gare d'Arengosse
- Gare de Bénesse-Maremne
- Gare de Dax
- Gare de Labenne
- Gare de Labouheyre
- Gare de Mont-de-Marsan
- Gare de Morcenx
- Gare d'Ondres
- Gare de Peyrehorade
- Gare de Saint-Geours-de-Maremne
- Gare de Saint-Martin-d'Oney
- Gare de Saint-Vincent-de-Tyrosse
- Gare de Saubusse-les-Bains
- Gare d'Ychoux
- Gare d'Ygos

### Gares fermées au trafic voyageurs: situées sur une ligne en service
- Gare de Rion-des-Landes

## Voie étroite

### Gares ouvertes uniquement à un trafic touristique
- Gare de Sabres

## Les lignes ferroviaires
- Ligne de Bordeaux-Saint-Jean à Irun
- Ligne de Morcenx à Bagnères-de-Bigorre
- Ligne de Toulouse à Bayonne

## Les anciennes compagnies ferroviaires
- Compagnie du Chemin de fer de Paris à Orléans ou P.O
- Compagnie des chemins de fer de l'État